# پاپ سار
پاپ سار (فرانسوی: Pape Sarr‎؛ زادهٔ ۷ دسامبر ۱۹۷۷) بازیکن فوتبال پیشین اهل سنگال است.
وی همچنین در تیم ملی فوتبال سنگال بازی کرده‌است.